# گشایش (هشترود)
گشایش یکی از روستاهای استان آذربایجان شرقی است که در دهستان نظرکهریزی بخش نظرکهریزی شهرستان هشترود واقع شده‌است.
دهیاری اسماعیل آقائی گشایش
کدخدا مرحوم شمس الله آقائی گشایش